# Mao chủ tịch ngữ lục

Cô gái cầm câu nói của Mao Chủ tịch (1968)

Mao chủ tịch ngữ lục (giản thể: 毛主席语录; phồn thể: 毛主席語錄), còn được gọi là Mao Trạch Đông ngữ lục (毛澤東語錄) hoặc gọi tắt là Mao ngữ lục, là sách tuyển biên một số câu nói trong trước tác của Mao Trạch Đông. Vì đa số các ấn bản của sách dùng bìa đỏ, lại là lý luận kinh điển của lãnh tụ cách mạng nên trong thời kỳ Đại cách mạng văn hóa cũng thường được gọi là Hồng bảo thư (紅寶書), nghĩa là cuốn Sách quý màu đỏ.

## Số lượng xuất bản
Mao chủ tịch ngữ lục là một trong số những cuốn sách có số lượng phát hành lớn nhất trên thế giới. Chưa rõ tổng lượng phát hành cụ thể của sách này, song tuỳ theo cách ước lượng và tính toán mà được cho là đứng thứ nhất  hoặc thứ hai, sau "Kinh thánh" . Từ khi chính thức phát hành vào ngày mồng 1 tháng 5 năm 1964 cho đến trước khi bản tái bản của sách được phát hành vào ngày 1 tháng 8 năm 1965, sách đã được in 12.130.000 cuốn (kế hoạch ban đầu là 4,2 triệu cuốn). Từ tháng 10 năm 1966 sau khi được Ban Tuyên giáo Trung ương Đảng Cộng sản Trung Quốc phê chuẩn cho xuất khẩu đến tháng 5 năm 1967, trong vòng tám tháng Thư điếm Quốc tế Trung Quốc (中國國際書店) đã phát hành sách Mao Trạch Đông ngữ lục bằng 14 thứ tiếng Anh, Pháp, Tây Ban Nha, Nhật, Nga, Đức, Ý, Nepal, Việt, Indonesia, Ả Rập, Miến Điện, Swahili, Ba Tư tới 117 quốc gia và khu vực trên thế giới, tổng cộng trên tám trăm nghìn bản. Trước khi Đại hội đại biểu toàn quốc lần thứ IX Đảng Cộng sản Trung Quốc khai mạc (ngày 1 tháng 4 năm 1969) hầu hết các tỉnh và thành phố trực thuộc trung ương đều căn cứ theo số lượng nhân khẩu mà in sách, tính theo bình quân đầu người thì trên cả nước Trung Quốc gần như mỗi người dân đều có ít nhất một cuốn Mao chủ tịch ngữ lục. Chỉ riêng Tổng bộ Chính trị Quân Giải phòng Nhân dân Trung Quốc từ năm 1964 đến năm 1976 đã in 1.055.497.000 cuốn.

## Hình ảnh

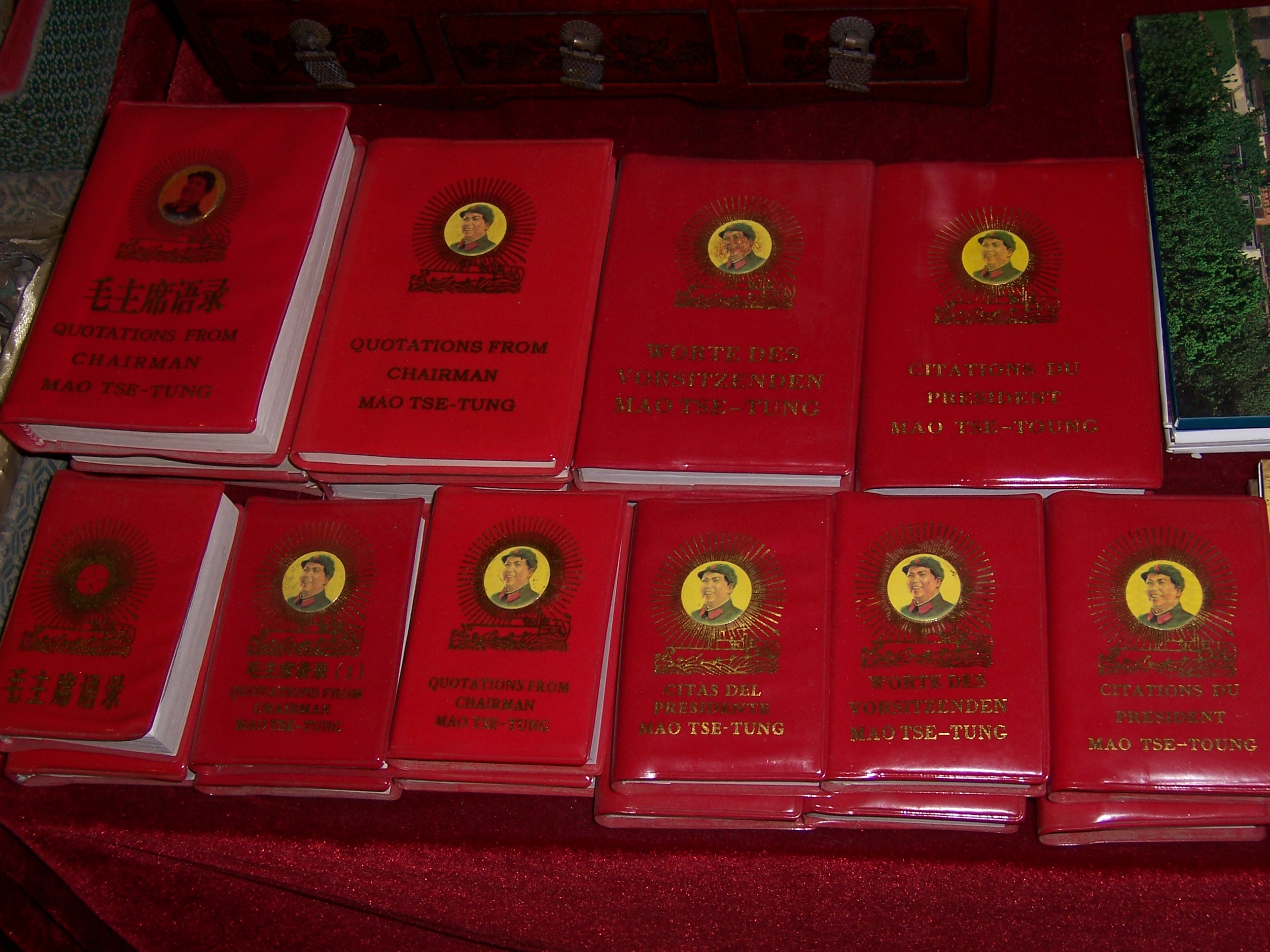
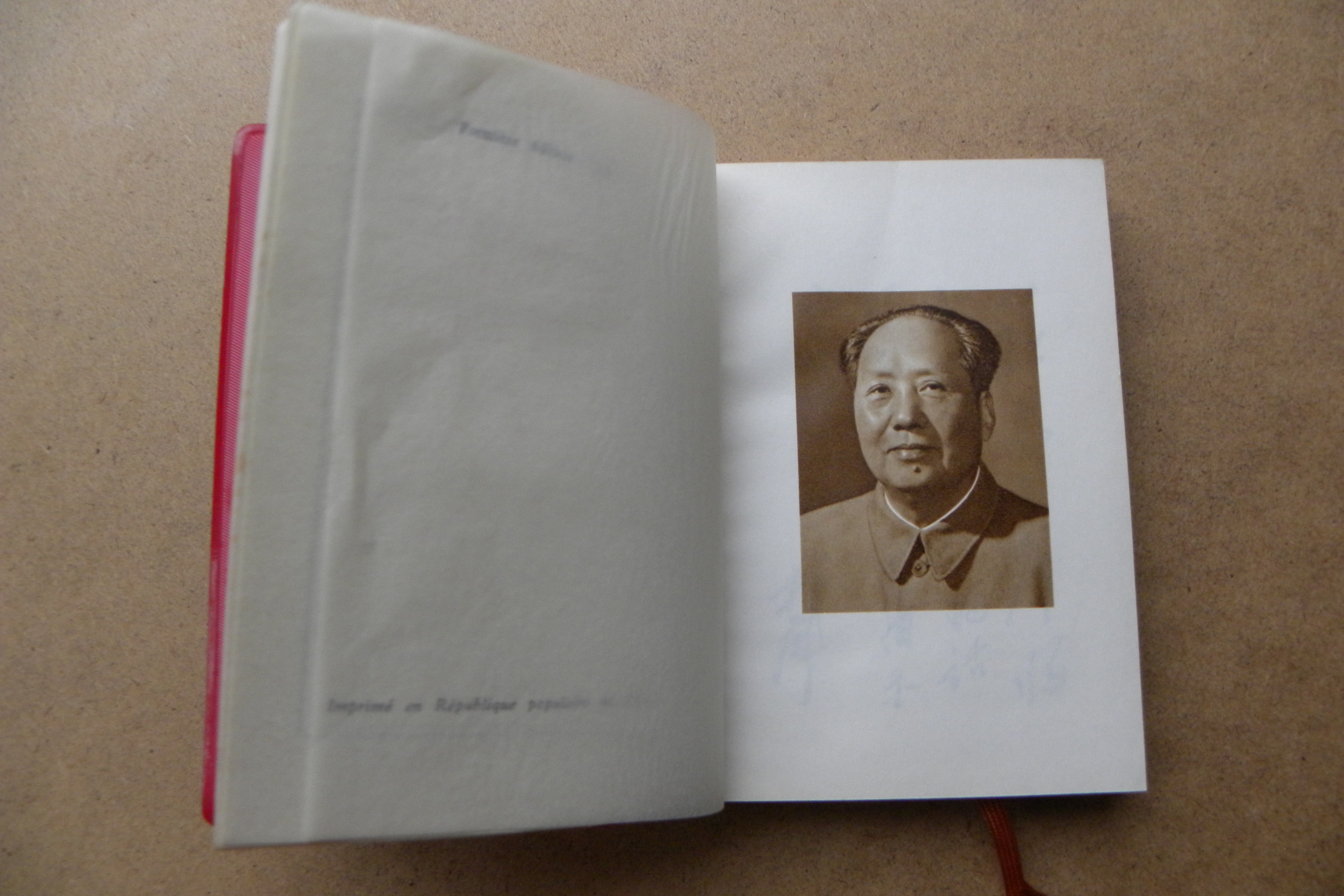